# روبرتو ماسيمو
روبرتو ماسيمو (بالإنجليزية: Roberto Massimo)‏ هو لاعب كرة قدم غاني، ولد في 12 أكتوبر 2000 في أكرا في غانا. لعب مع أرمينيا بيليفيلد.

## وصلات خارجية
- روبرتو ماسيمو على موقع قاعدة بيانات كرة القدم.إي يو (الإنجليزية)
- روبرتو ماسيمو على موقع بيانات كرة القدم. دي إي (الألمانية)
- روبرتو ماسيمو على موقع Soccerway.com (الإنجليزية)
- روبرتو ماسيمو على موقع عالم كرة القدم.نت (الإنجليزية)